# А̊
А̊/а̊（帶上圓圈的A；斜體：А̊/а̊）是一個西里爾字母。在大多數的字型下，它與拉丁字母Å/å都非常相似。
這個字母用於塞爾庫普語中，用於表示半開後圓唇元音 /ɔ/ 或開後圓唇元音 /ɒ/。